# LittleBigPlanet
LittleBigPlanet — компьютерная игра в жанре платформера, содержащая в себе элементы головоломки и редактора уровней. Впервые была представлена Филом Харрисоном 7 марта 2007 года на GDC 2007. Игра разрабатывалась под названием The Next Big Thing студией Media Molecule и была издана Sony Computer Entertainment Europe. LittleBigPlanet вышла на игровой консоли PlayStation 3 и PSP. PSP-версия LBP, которая была выпущена во второй половине 2009 года, содержит дополнительные уровни и игровой контент. Кроме того, существует ещё издание LittleBigPlanet: GOTY Edition для PlayStation 3, которое изначально переведено на множество языков, в том числе русский, и включает в себя лучшие уровни, созданные игроками LBP.
Sony подтвердила выход бандла с LittleBigPlanet в Европе. Бандл содержит PlayStation 3 с HDD на 80 GB, контроллер DualShock 3 и LittleBigPlanet.
Первоначально игру хотели выпустить в конце октября, но в последний момент обнаружили песню, в которой звучали слова из Корана. Из-за этого игру выпустили в Японии и Америке в конце октября, а в Европе в начале ноября. Сама игра считается знаковой для Sony и PlayStation 3. Проект получил весьма позитивную реакцию со стороны критиков, которые отдельно отметили в игре физику, графику, звук, а также геймплей.
Весной 2010 года было анонсировано продолжение LittleBigPlanet 2. Игра вышла 21 января 2011 года.

## Игровой процесс

Процесс изготовления собственной трассы

В одном из интервью Джим Унвин, дизайнер интерфейсов LittleBigPlanet на вопрос — «Сколько времени займёт прохождение игры?» ответил, что у него на прохождение всех 50 уровней ушло около 12 часов, но так как он достаточно хорошо знаком с уровнями LittleBigPlanet, у обычных игроков это займёт немного больше.
В LittleBigPlanet игроки управляют маленькими тряпичными человечками по прозвищу «Sackboy» или «Sackgirl». Каждый из них может выполнять различного рода действия: прыгать, бегать, хватать предметы, летать (при помощи реактивного ранца). Игроки могут использовать их возможности для прохождения того или иного этапа. Сама игра использует характеристики совместного прохождения. На окружающей среде можно строить разные типы построек.

Демонстрация Sackboy в LittleBigPlanet.

Чтобы не создавать путаницу между игроками, тряпичному человечку можно изменять внешность (например, приклеивать усы) и наряжать в мужскую и женскую одежду. Таким образом, из тряпичного человечка получается мальчик (англ. Sackboy) или девочка (англ. Sackgirl), в зависимости от предпочтений игрока. Можно выбирать цвет и текстуру из ряда предложенных материалов, а также надевать различную готовую одежду и маски. Вдобавок ко всему этому игроку предоставляется возможность загрузить готовые костюмы из магазина PlayStation Store. Есть и одежда, которая делает Sackboy похожим на героев из других игр — например, на Кратоса, Медузу и Минотавра из игр серии God of War, Нарико из Heavenly Sword, Старого Снейка из Metal Gear Solid 4, Сефирота из Final Fantasy VII, химеру из Resistance: Fall of Man. Также в наличии имеются маски хелгастов из Killzone 2 и различные символы из игры Super Street Fighter II Turbo HD Remix.
Несмотря на то, что игра уже содержит много заранее созданных уровней, игроки могут полностью изменять как и готовые уровни, так и создавать новые. Также свои уровни можно опубликовывать в Интернете, а затем играть по сети либо одному, либо с несколькими игроками сразу. Кроме того, студия Media Molecule постоянно выкладывает дополнительные платные обновления для LBP, такие как специальные комплекты для редактирования эпизодов, наборы наклеек и костюмов, посвящённые другим играм для PlayStation.
В игре присутствует поддержка PlayStation Network. С помощью него пользователи могут загружать новые эпизоды или проходить их же с помощью других пользователей PlayStation Network.
Игроки могут проходить внутренний мир LBP, подскакивая, выдвигая, захватывая, летя, чтобы преодолеть многочисленные загадки, обеспеченные хорошим физическим движком игры.
Все режимы игры описаны всего в трёх словах: Играйте, Создавайте, Делитесь (англ. Play, Create, Share).

### Редактор
Объекты сделаны из различных, выбираемых материалов, типа дерева, металла или губки. Все материалы действуют реалистично; древесина не изменяет форму, когда персонаж стоит на ней или захватывает её, а вот стоя на губке чувствуется «хлюпанье» и объект искажается. Объекты возможно выбрать в меню «Popit». Выбор объектов доступен в любом месте уровня. Изделия могут быть использованы в неограниченном объёме.
В игре также есть наклейки. Эти «наклейки» приклеиваются к любому объекту или стене во всем мире, ограничены только воображением создателей игрока/уровня. Наклейки можно создавать самому при помощи специальной функции или PlayStation Eye.
В игре присутствует система ресурсов, благодаря которой можно использовать пух и другие изделия, собранные игроком, чтобы строить новые объекты. В игре присутствуют инструменты для создания объектов, позволяющие игроку вставить новый объект, редактировать, красить, вращать и взаимодействовать с другими объектами в пределах мира игры.
Хотя создание уровней включает в себя разные хитрости, можно просто уже на готовый уровень клеить наклейки. Встроенный редактор содержит большое количество разного материала для редактирования и создание уровней от низкой до высокой степени сложности. Игроки могут создавать новые объекты, начиная с числа основных фигур, такие как круги, звезды, квадраты, прямоугольники и т. п., а затем из этих деталей делать более сложные. Также на разные заготовки можно приклеивать разные болты, верёвки и пружины. Из-за этого объекты меняют свои свойства, и подвижность.
Пользовательский контент может быть загружен на международные серверы, где другие игроки могут загрузить их для прохождения. Компания Sony официально подтвердила, что будет модерировать весь пользовательский контент в игре LittleBigPlanet для PlayStation 3. Сообщалось, что Sony предложит два возможных решения проблемы с контентом для взрослых: контроль со стороны самих игроков и редактура Sony, если возникнут какие-то проблемы.
На деле это будет происходить следующим образом. Пользователь, создавший уровень, должен сам выставить ему возрастной рейтинг. Затем свою точку зрения смогут высказать другие пользователи. Если рейтинги будут существенно различаться, автору предложат пересмотреть свою оценку. Представители Sony подтвердили, что будут тщательно отслеживать все нарушения. Компания оставит за собой право удалить неприемлемый контент, если потребуется. В Sony отмечают, что модерация будет осуществляться точно так же, как и в случае с другими онлайновыми играми, например, SingStar.

### Игра
Игра LittleBigPlanet состоит из нескольких уровней, созданных Media Molecule. Вся игра разделена на разные темы, взятые из реальной жизни, например японские сады, сухая пустыня, улица в Нью-Йорке. По завершении уровней, имеющихся в распоряжении, игрок открывает новые, более сложные. Режим истории включает в себя восемь тематических областей; в состав каждой из областей входят 3-4 уровня. На некоторых уровнях есть ключи, которые открывают бонусные миссии. Таким образом, режим истории включает в себя 55 предварительно построенных уровней любой сложности.
Игроки имеют доступ к специальному меню, известному как «Popit». Это меню позволяет игрокам выбирать из целого ряда вариантов настройки, такие как выбор материалов и наряды для своих Sackboy, а также выбирать наклейки. Наклейки можно создавать из фотографий, полученных с помощью PlayStation Eye. Вставка изображений, которые находятся на жёстком диске.

## Разработка
Изначально в студии игру называли Craftworld, затем LittleBigWorld, но они не смогли получить права на это название, так как в Штатах уже была фирма с названием BigWorld. Для Америки также рассматривался вариант названия LittleBigBang, но от него решили отказаться тоже. По всему миру игра вышла под одним названием — LittleBigPlanet.
Рассматривался вариант бесплатного распространения игры, его предлагал к осуществлению Фил Харрисон (англ. Phil Harrison), являвшийся президентом Sony Worldwide Studios, считавший подобный способ распространения новой бизнес моделью.
Онлайн-функции игры были официально отключены 13 сентября 2021 года.

## Реакция
| Сводный рейтинг                    | Сводный рейтинг                               |
| Агрегатор                          | Оценка                                        |
| ---------------------------------- | --------------------------------------------- |
| GameRankings                       | 94,75 % (PS3) 87,70 % (PSP) 88,68 % (PS Vita) |
| Metacritic                         | 95/100                                        |
| Иноязычные издания                 |                                               |
| Издание                            | Оценка                                        |
| 1UP.com                            | A+                                            |
| Edge                               | 10/10                                         |
| Eurogamer                          | 9/10                                          |
| GamePro                            | 5/5                                           |
| GameSpot                           | 9/10                                          |
| GameTrailers                       | 9,4/10                                        |
| X-Play                             | 5/5                                           |
| IGN (UK)                           | 9,7/10                                        |
| IGN (US)                           | 9,5/10                                        |
| IGN (Aus)                          | 9,2/10                                        |
| Official PlayStation Magazine (UK) | 10/10                                         |

Дебют LittleBigPlanet на GDC 2007 вызвал многочисленные положительные реакции.
Обозреватель 1UP в своей рецензии написал: «Есть большое количество вопросов касательно LittleBigPlanet, но все они уходят, когда начинаешь играть. Игра уже завоевала много поклонников, включая нашего собственного — Брайана».
Взлом и отключение PlayStation Network привели в игру более 1,5 миллиона новых пользователей, так как в качестве утешительного подарка игра предлагалась всем пользователям PSN бесплатно на протяжении месяца после восстановления работоспособности сервиса.
Игра получила премию BAFTA в области игр 2009 года в номинации Artistic Achievement.